# Bivio (singolo)
Bivio è un brano del cantante vicentino Stefano Centomo, primo singolo estratto dall'album Respirandoti, scritto da Stefano assieme all'autore Massimiliano Titi.

## Il brano
La canzone viene presentata al Festival di Sanremo 2007 che vede Stefano nella Sezione Giovani, ottenendo il secondo posto, superata solo da Pensa di Fabrizio Moro.
Il singolo viene trasmesso in radio dal 28 febbraio 2007.

## Tracce
Download digitale
1. Bivio - Original version – 3:39
2. Bivio – 3:34

## Classifiche
Il brano raggiunge la diciottesima posizione nella classifica FIMI.

## Citazioni
(Stefano Centomo,Massimiliano Titi  Bivio)